# Aero Charter

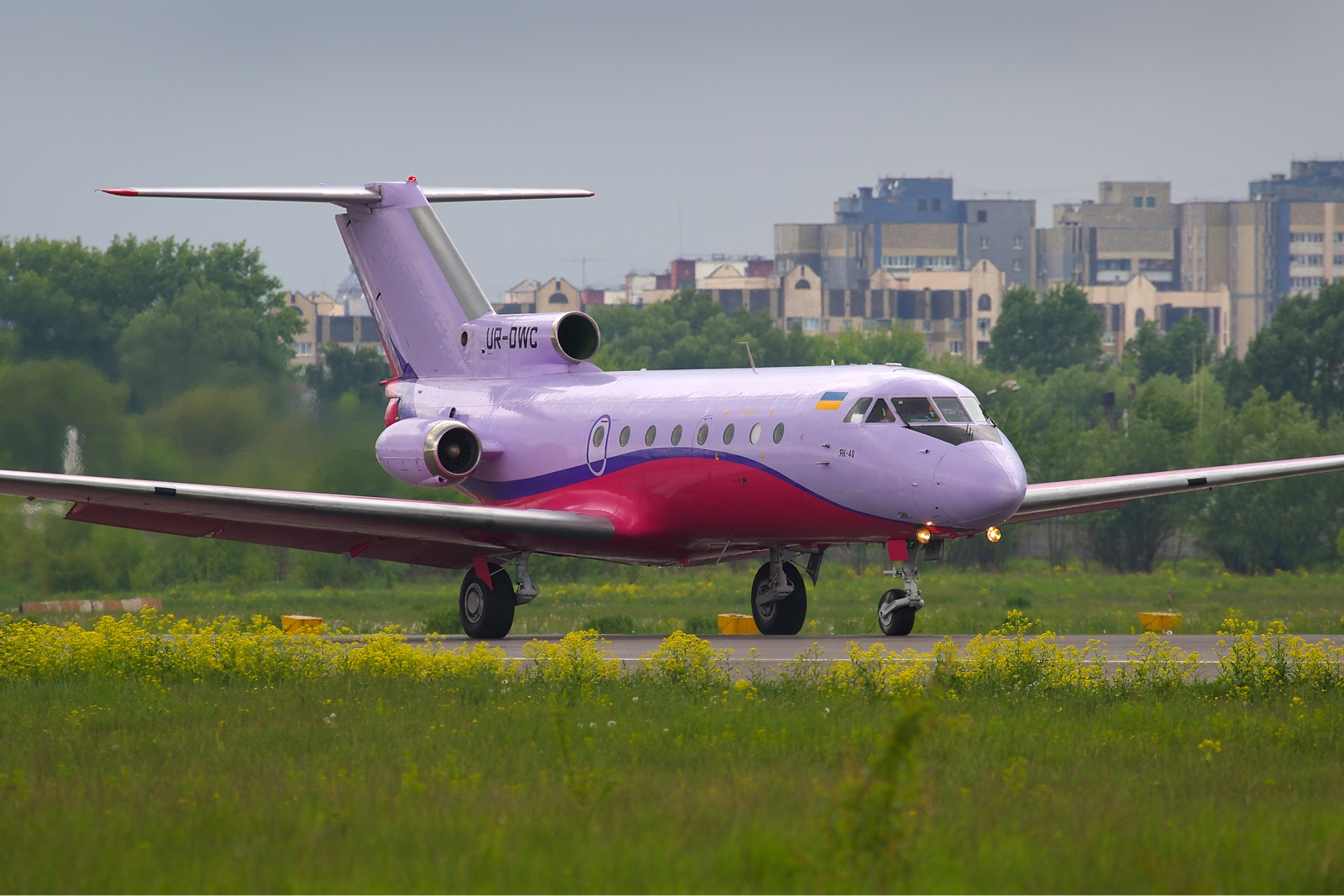
Як-40 компанії Aero Charter

Aero Charter — чартерна авіакомпанія, також виконує перевезення вантажів. Базується в Києві. Компанія створена в 1997 році.

## Напрями
Компанія виконує рейси за наступними напрямками:
- Німеччина
  - Лейпциг
- Люксембург
  - Люксембург (Люксембург-Фіндел)
- Україна
  - Київ (Міжнародний аеропорт «Бориспіль»)

## Флот
Флот компанії складається з таких літаків:
- 2 Cessna 525
- 1 Gulfstream G150
- 1 Як-40